# Таларрубіас
Таларрубіас (ісп. Talarrubias) — муніципалітет в Іспанії, у складі автономної спільноти Естремадура, у провінції Бадахос. Населення — 3617 осіб (2010).
Муніципалітет розташований на відстані близько 200 км на південний захід від Мадрида, 150 км на схід від Бадахоса.
На території муніципалітету розташовані такі населені пункти: (дані про населення за 2010 рік)
- Пуерто-Пенья: 42 особи
- Таларрубіас: 3575 осіб

## Демографія
Динаміка населення (INE ):